# 大孝堡镇
大孝堡镇，是中华人民共和国山西省吕梁市孝义市下辖的一个乡镇级行政单位。该镇原名大孝堡乡，2020年11月撤乡设镇。

## 行政区划
大孝堡乡下辖以下地区：
大孝堡村、长兴村、文明村、张魏村、西盘粮村、马庄营村、长黄村、芦北村、芦南村、东盘粮村、五楼庄村、郑家营村、霍家堡村、北桥头村、东张庄村、小圪塔村、南船头村、南小堡村、李家庄村、程家庄村和大堡村。